# Atlético Nacional (féminines)
Maillots
La section féminine du Corporación Deportiva Club Atlético Nacional, appelé plus couramment l'Atlético Nacional, est un club de football colombien basé à Medellín.

## Histoire
L'Atlético Nacional crée son équipe féminine le 25 août 2009. Diego Bedoya est nommé entraîneur, 
L'Atlético Nacional participe au championnat colombien, la Liga Femenina, à partir de 2018. Auparavant, elle avait participé à des tournois de qualification pour la Copa Libertadores ou encore à la Liga Antioqueña, le championnat du département de Medellín. Pour sa première participation, les Verdolagas éliminent le favori et tenant du titre, Santa Fe, en demi-finale (1-1, 3-2) avant de perdre aux tirs au but en finale contre l'Atlético Huila (1-0, 1-2, 3-0).
Le club se construit principalement autour de son académie. C'est un des rares clubs féminins sud-américains à avoir une école de formation.
En 2019 et en 2020, le Nacional est éliminé en quarts de finale de Liga Femenina par l'América de Cali,.
À l'orée de la saison 2023, le club signe un accord avec Formas Íntimas pour améliorer la compétitivité de l'équipe.
Lors du championnat 2023, le Nacional est éliminé par Santa Fe en demi-finale (1-1, 0-4), mais sa troisième place lors de la saison régulière lui offre un ticket pour la Copa Libertadores, disputée en Colombie. Le club se renforce avec notamment le recrutement des internationales colombiennes Marcela Restrepo et Yoreli Rincón,. Emmenée par ces dernières et leurs coéquipières en sélection Daniela Montoya et Manuela González, l'équipe remporte le premier match international de son histoire en dominant le Caracas FC 3-0. Le Nacional atteint la demi-finale, et tombe face au tenant du titre Palmeiras (3-1).